# Kazimierz Jantzen
Kazimierz Henryk Jantzen (ur. 19 listopada 1885 w Warszawie, zm. 5 października 1940 w Wilnie) – polski astronom, meteorolog i matematyk.

## Życiorys
Syn Edwarda i Jadwigi z Zielińskich. Studia odbywał w Krakowie, a następnie na uniwersytetach w Getyndze i Monachium. Na Uniwersytecie w Monachium w 1912 roku uzyskał doktorat filozofii w zakresie astronomii. W latach 1912 – 1914 pracował w obserwatorium Astronomicznym w Poczdamie, w czasie I wojny światowej został internowany w Rosji, po powrocie do kraju był asystentem w obserwatorium Astronomiczny Uniwersytetu Warszawskiego i wykładowcą na Politechnice i w Wojskowym Instytucie Geograficznym. W latach 1921–1923 był adiunktem na Uniwersytecie Stefana Batorego w Wilnie przy obserwatorium astronomicznym, w latach 1924–1939 profesorem meteorologii na tym uniwersytecie oraz wykładowcą różnych przedmiotów matematycznych tej uczelni. W 1926 habilitował się w zakresie astronomii. Zajmował się m.in. obserwacją nowo odkrytej planetoidy Hidalgo, z pracy nad którą pozostawił cenną publikację naukową.
Chorował na poważny częściowy bezwład kończyn; zmarł na atak serca. Pochowany na wileńskiej Rossie